# Élections constituantes de 1945 dans le Jura
Les élections constituantes françaises de 1945 se déroulent le 21 octobre.

## Mode de scrutin
Les députés sont élus selon le système de représentation proportionnelle suivant la règle de la plus forte moyenne dans le département, sans panachage ni vote préférentiel. Il y a 586 sièges à pourvoir.
Dans le département du Jura, trois députés sont à élire.

## Élus
Les trois députés élus sont : 
| Identité         | Parti | Parti |
| ---------------- | ----- | ----- |
| Charles Viatte   |       | MRP   |
| André Barthélémy |       | PCF   |
| Jean Courtois    |       | SFIO  |

## Résultats

### Résultats à l'échelle du département
| Parti          | Parti                                            | Tête de liste    | Résultats | Résultats | Sièges | Sièges |
| Parti          | Parti                                            | Tête de liste    | Voix      | %         |        |        |
| -------------- | ------------------------------------------------ | ---------------- | --------- | --------- | ------ | ------ |
|                | Mouvement républicain populaire                  | Charles Viatte   | 38 013    | 35,27     | 1      |        |
|                | Parti communiste français                        | André Barthélémy | 31 637    | 29,35     | 1      |        |
|                | Section française de l'Internationale ouvrière   | Jean Courtois    | 20 213    | 18,76     | 1      |        |
|                | Parti républicain, radical et radical-socialiste | Paul Seguin      | 8 991     | 8,34      | -      |        |
|                | Union républicaine démocratique (FR)             | André Baud       | 8 922     | 8,28      | -      |        |
|                |                                                  |                  |           |           |        |        |
| Inscrits       | Inscrits                                         | Inscrits         | 138 651   | 100,00    | 3      |        |
| Votants        | Votants                                          | Votants          | 109 240   | 78,79     |        |        |
| Blancs et nuls | Blancs et nuls                                   | Blancs et nuls   | 1 464     | 1,34      |        |        |
| Exprimés       | Exprimés                                         | Exprimés         | 107 776   | 98,66     |        |        |